# Aslán Agáyev
Aslán Agáyev –en ruso, Аслан Агаев– (5 de octubre de 1967) es un deportista soviético que compitió en lucha libre. Ganó una medalla de bronce en el Campeonato Mundial de Lucha de 1990, en la categoría de 52 kg.

## Palmarés internacional
| Campeonato Mundial | Campeonato Mundial | Campeonato Mundial | Campeonato Mundial |
| Año                | Lugar              | Medalla            | Categoría          |
| ------------------ | ------------------ | ------------------ | ------------------ |
| 1990               | Tokio (Japón)      | Medalla de bronce  | 52 kg              |